# بوتشا (كيييفسكا)
بوتشا (Буча) هي مدينة في مقاطعة كيييفسكا في أوكرانيا.

## توأمة
لبوتشا (كيييفسكا) اتفاقيات توأمة مع:
- كوفل

## معرض صور

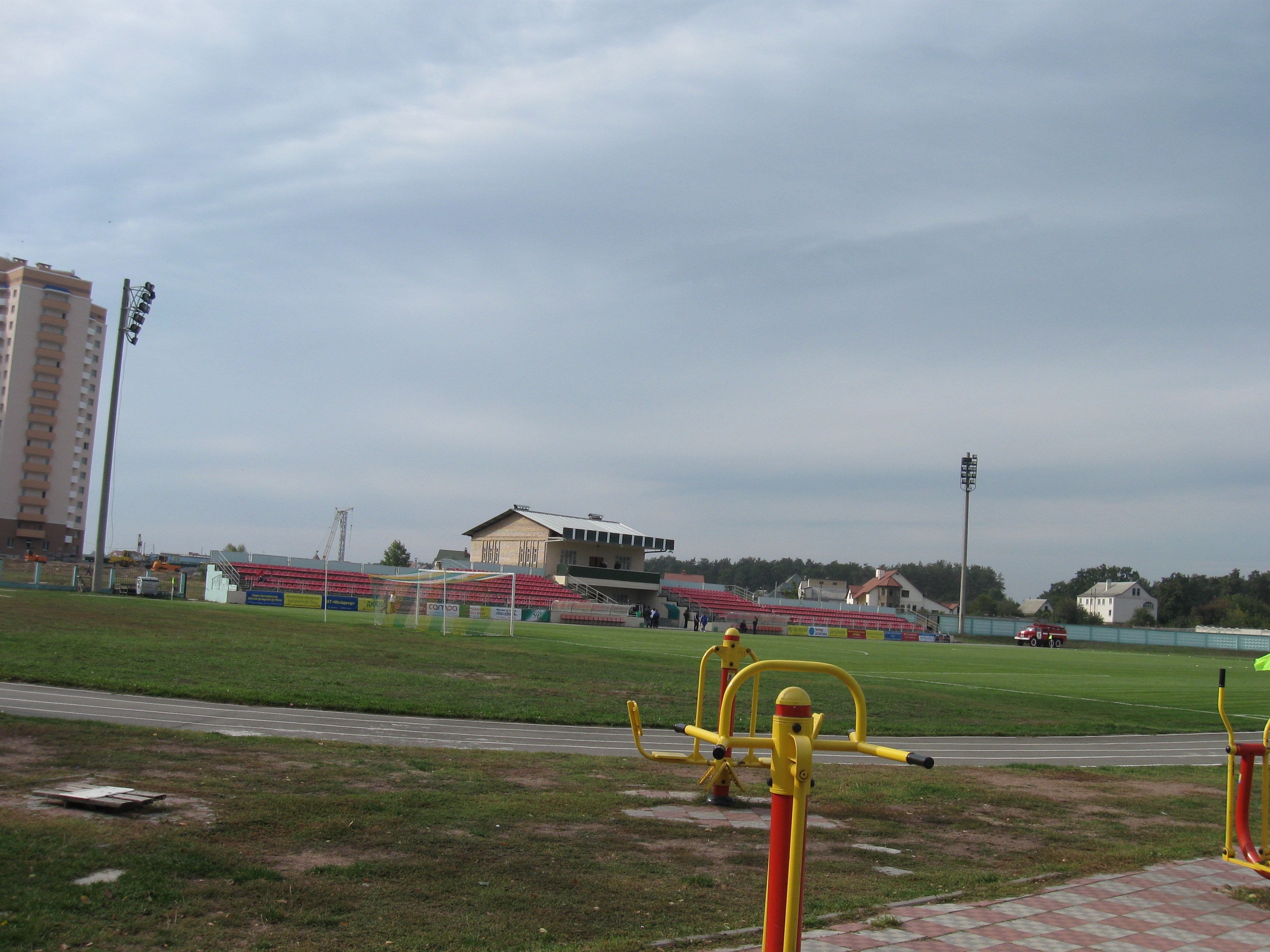
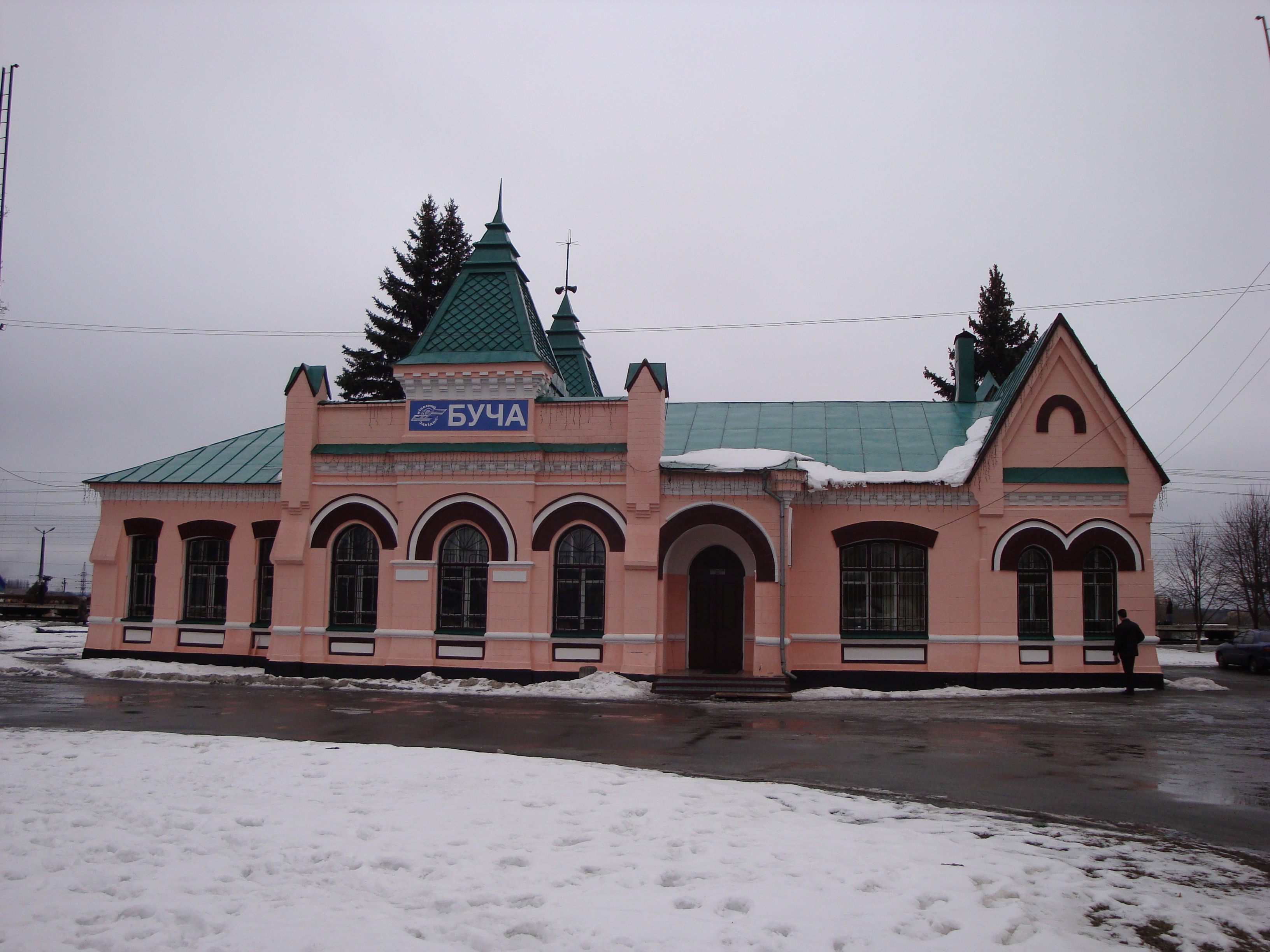
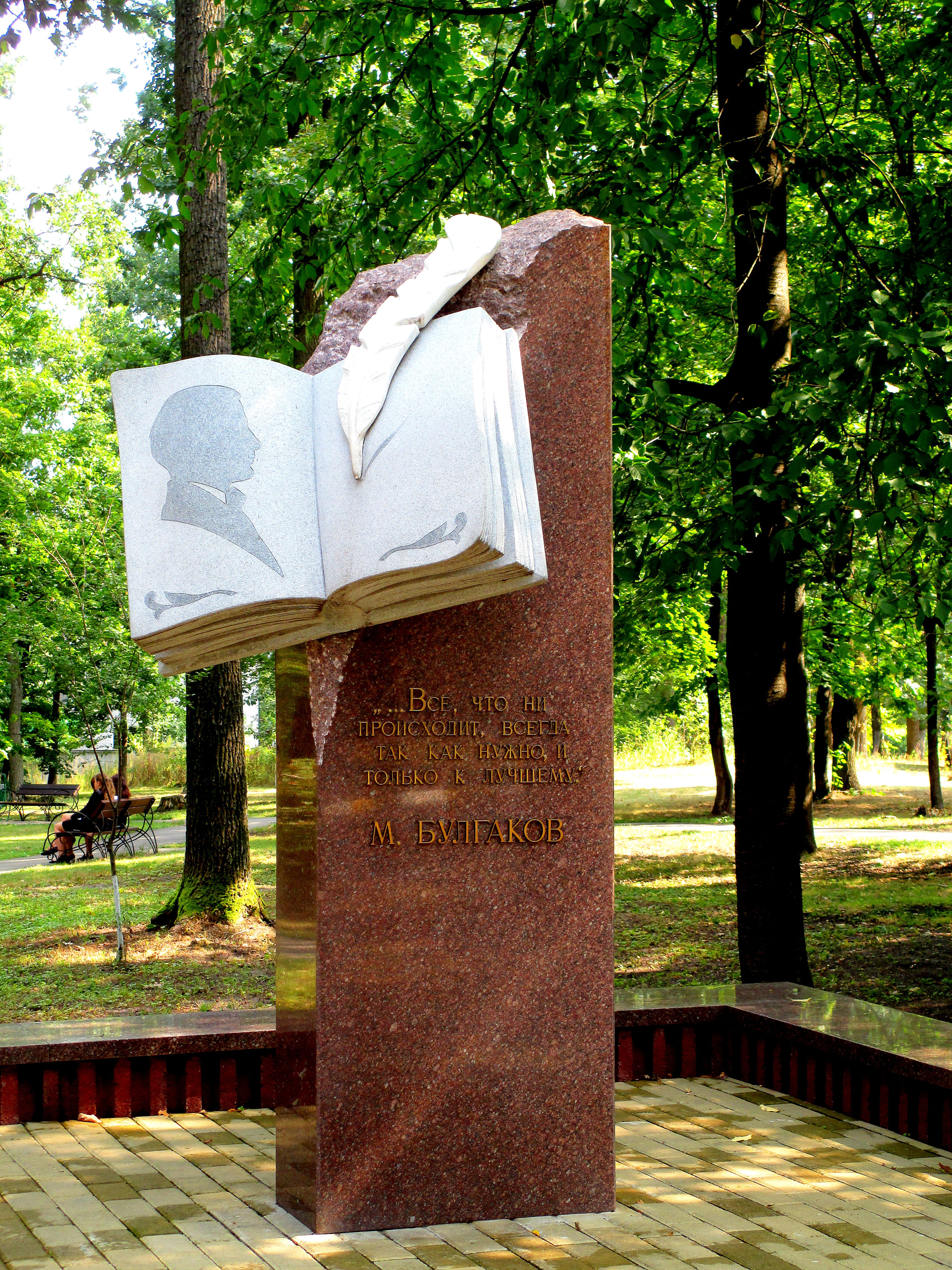
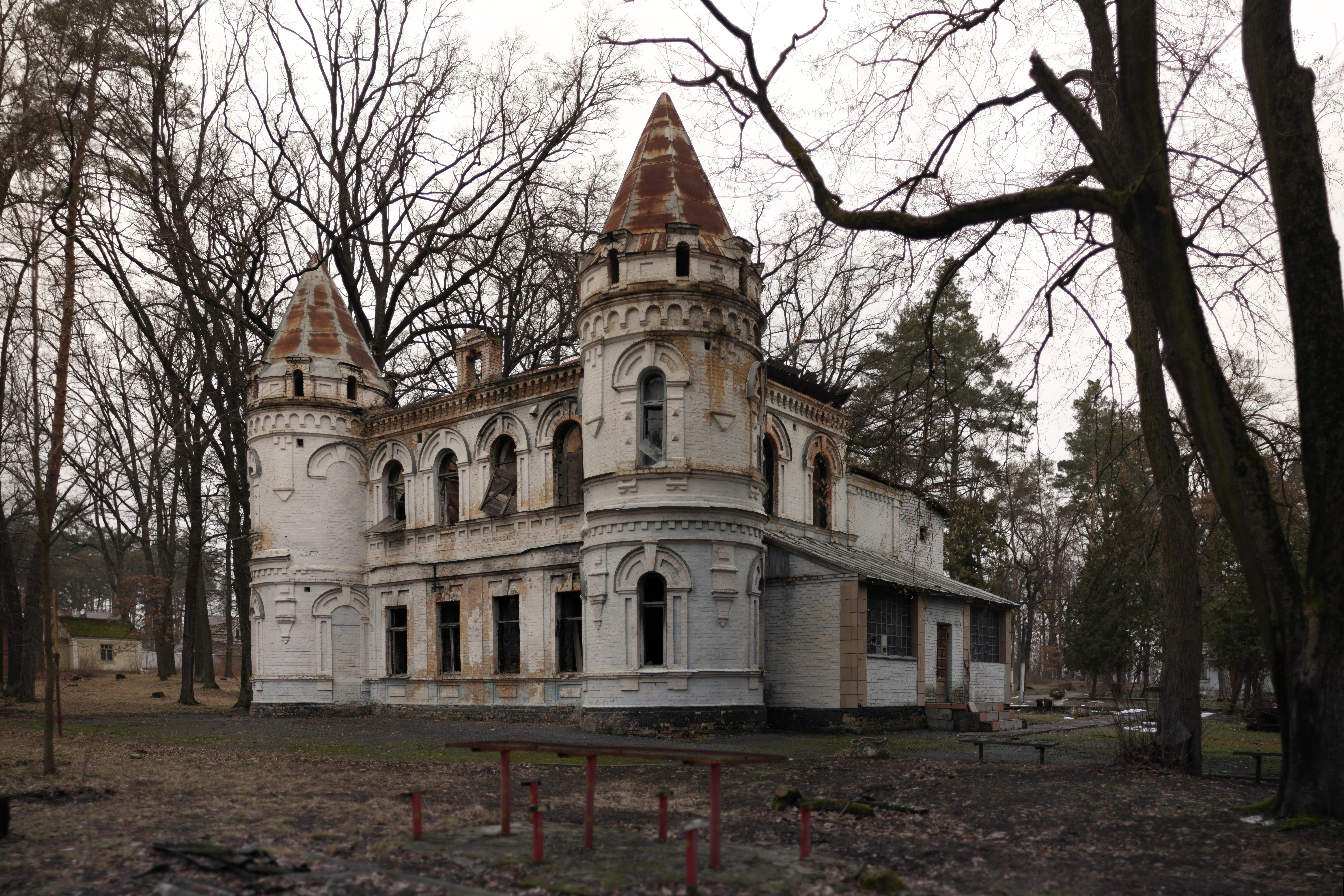